# Нік Девіс
Ніколас Девіс (народився 28 березня 1953 р.) — британський журналіст-розслідувач, письменник і документаліст.
Девіс написав багато як фрилансер, а також для The Guardian і The Observer, і був названий «Репортером року», «Журналістом року» і «Автором року» за версією британської прес-премії.
Девіс створив документальні фільми для "Світу в дії " ITV і написав численні книги на політичну та журналістську тематику (зокрема Flat Earth News), що викликало значні суперечності щодо викриття журналістських зловживань у Великій Британії та в усьому світі. Як репортер The Guardian, Девіс був відповідальним за розкриття справи про хакерський злом телефонів у липні 2011 року, коли було виявлено зловживання голосовою поштою мобільного телефону вбитої школярки Міллі Доулер.

## Кар'єра в журналістиці
Девіс отримав ступінь PPE в Оксфордському університеті в 1974 році і почав свою кар'єру в журналістиці в 1976 році, працюючи стажистом для Mirror Group в Плімуті. Потім він переїхав до Лондона і працював у Sunday People, The Evening Standard, перш ніж стати репортером у The Guardian в липні 1979 року. Відтоді Нік Девіс працював кореспондентом у The Observer, був головним дописувачем в London Daily News в 1986 році і репортером для World in Action і Channel 4 Dispatches. Після того, як лондонська газета Daily News припинила свою діяльність, Нік переїхав до Сполучених Штатів, де написав White Lies - історію про неправомірне засудження темношкірого двірника Кларенса Брандлі за вбивство білої дівчини. З 1989 року Девіс був незалежним репортером для Гардіан. Він став першим переможцем Премії Марти Ґеллгорн у журналістиці в 1999 році. У вересні 2016 року Нік Девіс пішов у відставку, оголосивши, що подорожуватиме в пошуках цікавого досвіду. Його вебсайт свідчить, що останнім часом його бачили в Індонезії та на півночі Аргентини.
Після публікації Flat Earth News та історії Guardian, де Нік стверджує, що журналісти News of the World використовують приватні мобільні телефони для отримання своїх сюжетів, 14 липня 2009 року Девіс розповів Комітету з питань культури, засобів масової інформації та спорту, що Столична поліцейська служба зробила занадто мало для розслідування претензій. Дана справа набула широкого розголосу і закінчилася звільненням Енді Коулсона, директора з комунікацій консервативної партії. Нік Девіс отримав нагороду Paul Foot 2011 за роботу над цією історією.
Книга Девіса про хакерський скандал International News Hack Attack: Як дізнатися правду Руперта Мердока, була опублікована в серпні 2014 року.

## Критична реакція наFlat Earth News
У Лондонському книжковому огляді дане видання охарактеризували як «справді важливу книгу, яка, ймовірно, змінюватиметься постійно, і той, хто її читає, бачить в загальному британську газетну індустрію». Аналіз показує, що 60 % вмісту британських газет базується, головним чином, на копіюванні або прес-релізах, тобто на практиці, яку Девіс назвав «churnalism» — «чурналістика», і лише 12 % — оригінальні історії. Мері Рідделл (The Observer) оскаржила подані в книзі деякі звинувачення проти британської журналістики і назвала її «надмірно песимістичною». Пітер Оборне (The Spectator) зосередився на використанні незаконних методів, щоб втрутитися в приватність, а не знижувати стандарти, описуючи Flat Earth News як книгу, яка «гіпнотично читається» і припускаючи, що Девіс «ігнорує багато [журналістики], що є важливо і добре».

## Нагороди
- Премія Британської преси Репортер року, 2000;[3] Журналіст року та письменник року.[4]
- Премія Марти Ґеллгорн у журналістиці, 1999 р.[7]
- Paul Foot Award 2011, за серію статей, які допомагали розкрити масштаб міжнародного скандалу зі злому телефонів у News of the World.[11]